# Improphantes decolor
Improphantes decolor là một loài nhện trong họ Linyphiidae.
Loài này thuộc chi Improphantes. Improphantes decolor được Johan Peter Westring miêu tả năm 1861.